# طوطی ببری
طوطی‌های ببری چندین عضو از سردهٔ (نام علمی: Psittacella) از خانواده طوطیان سبز است که به دلیل پشت راه‌راه ببری آنها بدین شکل نام‌گذاری شده‌است. این سرده توسط هرمان اشلگل در سال ۱۸۷۱ تأسیس شد.

## گونه‌ها
دارای گونه‌های زیر است که همگی بومی جزیره گینه نو هستند.
- طوطی ببری مادراس (Psittacella madaraszi)
- طوطی ببری ساده (Psittacella modesta)
- طوطی ببری رنگین (Psittacella picta)
- طوطی ببری بِرِهم (Psittacella brehmii)